# Săcelu
Săcelu è un comune della Romania di 1768 abitanti, ubicato nel distretto di Gorj, nella regione storica dell'Oltenia.
Il comune è formato dall'unione di 5 villaggi: Blahnița de Sus, Hăiești, Jeriștea, Magherești, Săcelu.